# Bergiusprocedé
Het bergiusprocedé is een inmiddels verouderde chemische methode om een vloeibare synthetische brandstof te maken uit vaste stoffen zoals bruinkool of steenkool. Het procedé is vernoemd naar de ontdekker, Friedrich Bergius (1884-1949).

## Van steenkool naar een beter bruikbare brandstof
Het is mogelijk om van steenkool een beter bruikbare brandstof te maken. Dit kan op twee manieren gebeuren:
1. steenkool + (warmte + zuurstof + waterdamp) of
2. steenkool + (warmte + waterstof)

In het eerste geval (kolenvergassing) ontstaat een mengsel van waterstof en koolmonoxide (synthesegas) waarbij de mengverhouding afhangt van temperatuur en druk van het procedé. De tweede methode, aangeduid met "directe hydrogenering" of "thermisch hydrogeneren" kan zowel methaan als synthetische kolenolie (ook wel syncrude genoemd) opleveren.
Er zijn enkele methoden op industriële schaal uitgevoerd, zoals het bergiusprocedé en het Fischer-Tropsch-procedé dat daarop voortborduurde. Het doel van de methoden was vooral om benzine te maken voor motorvoertuigen.
De synthese van olie vanuit steenkool of bruinkool heeft een laag rendement en is daarom in het verleden vooral bij schaarste aan olie toegepast. Nazi-Duitsland gebruikte synthese van olie gedurende de Tweede Wereldoorlog in de Brabag-fabriek. Tijdens de olieboycot tegen Zuid-Afrika vanwege de apartheid werd de methode toegepast door Sasol. Zowel Duitsland als Zuid-Afrika hebben veel steenkool in de bodem.

## Uitvinding van Bergius
Voordat Bergius tot zijn uitvinding kwam, werd zware aardolie vooral gekraakt om lichtere fracties te verkrijgen. Het kraakprocedé kende destijds veel verliezen in de vorm van onbruikbare vaste kool, methaan en onverzadigde koolwaterstoffen. Bovendien sloeg een harde koollaag neer op de wanden van de kraakvaten, waardoor de technische operatie extra moeilijk was. Bergius bestudeerde eerst het kraken en raakte ervan overtuigd dat dit procedé en de resulterende slechte kwaliteit van de benzine kon worden verbeterd door ervoor te zorgen dat er tijdens het proces voldoende extra waterstof werd toegevoegd, zodat het koolresidu niet zou neerslaan. Hij verwachtte ook dat de benzine die zo gevormd zou worden een tamelijk verzadigd karakter zouden hebben. In mei 1913 vroeg hij het eerste patent daarvoor aan, met als titel High pressure hydrogenation of oils.
Voor het procedé is derhalve extra waterstof nodig, naast de waterstof die vrijkomt bij het kraken. Dat benodigde waterstof moet dus eerst geproduceerd worden; ook voor die methoden heeft Bergius diverse patenten op zijn naam staan.
Het was in de kraakvariant van Bergius van belang om te verzekeren dat er voldoende waterstof aanwezig was om zich te kunnen binden aan de oliedeeltjes die zich bij het kraakproces opsplitsen in kortere ketens. Daarvoor had Bergius een draaiend drukvat ontwikkeld, waarin het waterstofgas en de zware olievloeistof goed konden mengen. Tijdens zijn onderzoek bleek ook dat het temperatuurbereik binnen nauwe grenzen moest blijven. Hij ontdekte tevens dat het vooral bij olie met een hoog zwavelgehalte zinvol was bepaalde metalen toe te voegen.
Daarna richtte Bergius zich op onderzoek naar het afval van de industrie bij de synthese van cellulose. Samen met Erik Hägglund probeerde hij het lignine dat in dat afval aanwezig was om te vormen tot kool bij verhitting tot 300 0C. Hij was daartoe geïnspireerd door ideeën over het ontstaan van steenkool uit plantenresten. Het verhitten van het afval bleek echter te leiden tot een product dat bestond uit een soort kool, teer en azijnzuur. De resultaten van deze studie naar cellulose inspireerde Bergius richting het vloeibaar maken van steenkool.
Hij begon te vermoeden dat steenkool niet uit zuivere koolstof bestond, maar dat het zou kunnen lijken op onverzadigde stoffen zoals terpeen. En belangrijker, dat deze stof in staat zou moeten zijn om grote hoeveelheden waterstof te absorberen. Daardoor zouden koolwaterstoffen ontstaan.
De eerste experimenten op het cellulose residu lieten zien dat als het behandeld werd door waterstof bij een druk van 150 atmosfeer en een temperatuur tussen 400-450 0C er gas, vloeistof en vaste stoffen ontstonden. Deze vaste stoffen bleken oplosbaar te zijn in benzeen. Hetzelfde experiment met steenkool gaf vrijwel hetzelfde resultaat. In het najaar van 1913 vroeg hij het patent aan voor coal liquefaction.
Daarna deed hij nog werk aan de verdere industrialisatie van het procedé.

## Industrieel procedé
De industriële versie van het bergiusprocedé verloopt in grote lijnen als volgt. De steenkool wordt fijngemalen en gedroogd. Het product wordt gemengd met de zware oliefractie die aan het eind van het proces resulteert. Er wordt tegenwoordig een katalysator toegevoegd. In het oorspronkelijke procedé bevatte de steenkool voldoende ijzersulfiden om als katalysator te dienen. Het mengsel wordt in een reactorvat gepompt, verhit en onder druk van waterstofgas gebracht. De reactie resulteert in zware olie, middelzware olie, benzine en gas. De reactie verloopt als volgt:
{\displaystyle n{\rm {C}}+(n-x+1){\rm {H}}_{2}\rightarrow {\rm {C}}_{n}{\rm {H}}_{2n-2x+2}} (met x = het aantal onverzadigde bindingen)
Daarna volgen nog processen om de componenten verder te scheiden en te zuiveren.

## Hydrogenering van zware aardoliefracties
In Nederland heeft de chemicus Hein Israël Waterman vanaf 1928 onderzoek gedaan naar de hydrogenering van zware aardoliefracties op basis van het bergiusprocedé. Hij deed dat in opdracht van de toenmalige Bataafsche Petroleum Maatschappij. Waterman vergeleek ook het toen nog belangrijke thermische kraakprocedé van aardolie met het thermisch hydrogeneren. De chemicus J.N.J. Perquin (1894-1971) promoveerde bij Waterman op een proefschrift met als titel Bijdrage tot de kennis van het Bergius-proces.

## Glucose uit cellulose
Het bergiusprocedé kan ook gebruikt worden bij de synthese van glucose uit het minder waardevolle cellulose.